# Rainier I, Senhor de Cagnes
Rainier I

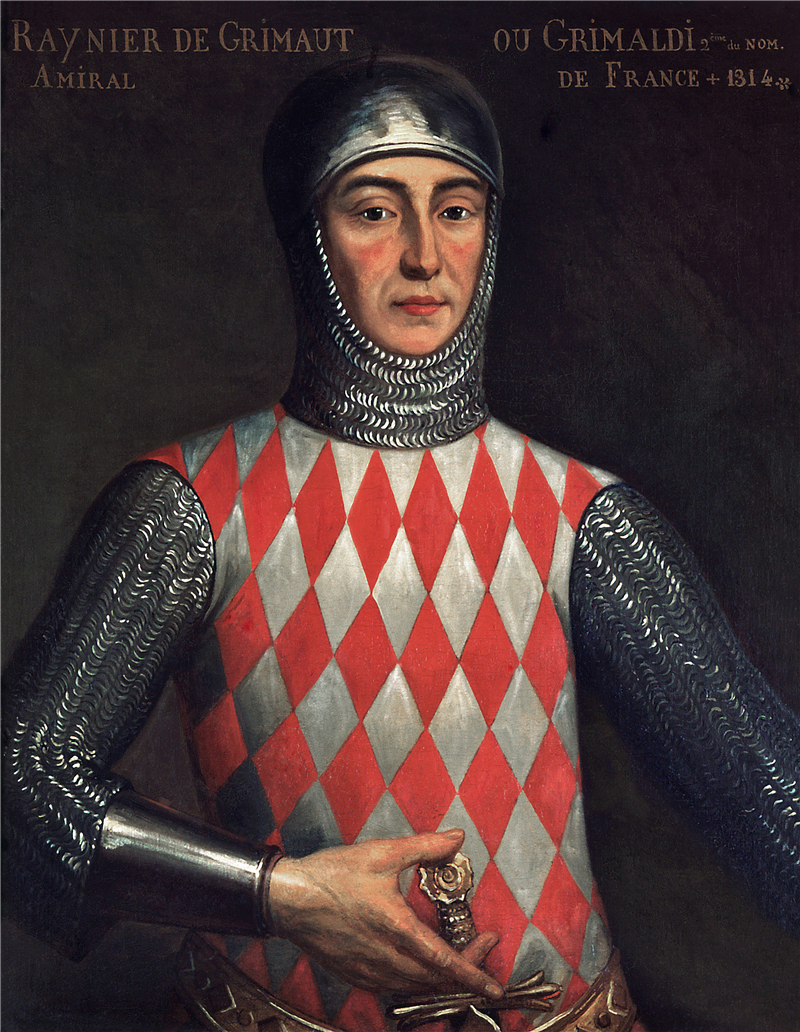
Raniero I de Mónaco

 (em francês: Rainier I; em italiano: Ranieni I; em latim: Rainerius; 1267 - 1314) foi o primeiro soberano da família Grimaldi a governar o Mónaco. Ele também deteve o título de Senhor de Cagnes por ter estabelecido na cidade de Cagnes uma fortificação conhecida atualmente como Chateau Grimaldi. Ele participou da tomada do castelo no rochedo do Mónaco com Francisco Grimaldi, em 8 de Janeiro de 1297.